# Fjernsynsteatret
Fjernsynsteatret era un departament de la Norsk Rikskringkasting (NRK) que produïa obres de teatre per a la televisió. Es va obrir el 1960 (després d'aproximadament un any d'explotació experimental) i va funcionar fins al 1990, quan va tenir lloc una important reorganització de l'NRK.
El seu primer director va ser Arild Brinchmann, que va dirigir el teatre des dels seus inicis fins a 1967. Els directors posteriors van ser Tore Breda Thoresen de 1967 a 1980, i Magne Bleness de 1980 a 1990.
La primera producció de Fjernsynsteatret va ser una obra de Peter Brook, projectada el 8 d'abril de 1959. Els primers anys el teatre desenvolupava entre vint i vint-i-cinc muntatges anuals, i les representacions s'emetien directament. Els desenvolupaments posteriors van veure una fusió entre el teatre i el cinema, les produccions es van fer més cares i el nombre de produccions va disminuir significativament.
El teatre va ser substituït per NRK Drama el 1990.